# Þóroddur Gamlason
Þóroddur Gamlason (n. 1085) fue un erudito y sacerdote de Islandia en el siglo XII, uno de los presuntos autores del Primer tratado gramatical. Según Jóns saga helga, se convirtió en un experto en gramática gracias a la atención que prestaba a las instrucciones del obispo Jón Ögmundsson. Poco se sabe de su vida personal, aunque algunas teorías lo relacionan con Þóroddur rúnameistari, un maestro cantero de runas (erilaz) que trabajó en la construcción del monasterio de Hólar. La saga Sturlunga cita que fue un buen bóndi, pero no tuvo mucho crédito entre las autoridades.